# Ratpenat bru de Gaskell
El ratpenat bru de Gaskell (Hesperoptenus gaskelli) és una espècie de ratpenat de la família dels vespertiliònids. És endèmica de Sulawesi (Indonèsia) i es troba en perill d'extinció per la pèrdua progressiva del seu hàbitat.